# Claire Du Brey

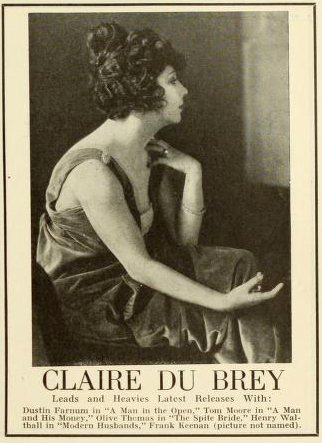
Publicité (1919).

Claire Du Brey, orthographié parfois Claire DuBray, Claire DuBrey ou Claire Dubrey (31 août 1892 - 1er août 1993) est une actrice américaine qui a participé à plus de 200 films entre 1916 et 1959.

## Filmographie partielle
- 1916 : Peggy de Thomas H. Ince et Charles Giblyn
- 1916 : Civilisation de Reginald Barker, Thomas H. Ince et Raymond B. West
- 1917 : The Piper's Price (en)
- 1917 : The Drifter (en)
- 1917 : The Fighting Gringo de Fred A. Kelsey
- 1917 : Hair-Trigger Burke (en)
- 1917 : The Honor of an Outlaw (en)
- 1917 : A 44-Calibre Mystery (en)
- 1917 : The Almost Good Man (en)
- 1917 : Six-Shooter Justice (en)
- 1917 : The Rescue (en)
- 1917 : La Dette (Pay Me!) de Joseph De Grasse : Nita
- 1917 : Triumph (en)
- 1917 : Anything Once (en)
- 1918 : Son triomphe (Social Briars) de Henry King
- 1918 : Amour moderne (Modern Love) de Robert Z. Leonard
- 1919 : Dangerous Hours
- 1919 : Fiancé malgré lui (The Wishing Ring Man) de David Smith
- 1920 : Vive la liberté (The Walk-Offs) de Herbert Blaché
- 1920 : La Danseuse étoile (The Heart of a Child) de Ray C. Smallwood
- 1921 : La Coupable (I Am Guilty)
- 1922 : Only a Shop Girl d'Edward LeSaint
- 1923 : Ponjola de Donald Crisp
- 1923 : The Voice from the Minaret de Frank Lloyd : Comtesse La Fontaine
- 1924 : L'Aigle des mers (The Sea Hawk) de Frank Lloyd : Sirène
- 1926 : Vagabond malgré elle (Miss Nobody) de Lambert Hillyer : Ann Adams
- 1926 : The Exquisite Sinner de Josef von Sternberg et Phil Rosen
- 1929 : Two Sisters de Scott Pembroke
- 1930 : Les Renégats (Renegades) de Victor Fleming
- 1930 : For the Love o' Lil de James Tinling
- 1931 : Élection orageuse (Politics) de Charles Reisner
- 1931 : The Phantom of Paris de John S. Robertson
- 1932 : Grand Cœur (Divorce in the Family) de Charles Reisner
- 1933 : The Sin of Nora Moran de Phil Goldstone
- 1934 : Fascination (Glamour) de William Wyler
- 1934 : La Soirée de Miss Stanhope (Coming Out Party) de John G. Blystone : rôle non crédité
- 1936 : Ramona de Henry King : Marda
- 1938 : La Baronne et son valet (The Baroness and the Butler) de Walter Lang : Martha
- 1938 : Ah ! ces vedettes ! (The Affairs of Annabel) de Benjamin Stoloff : une détenue à la prison
- 1939 : The Fighting Gringo de David Howard
- 1939 : Le Brigand bien-aimé (Jesse James) de Henry King et Irving Cummings : Mrs. Ford
- 1940 : High School de George Nichols Jr. : Miss Huggins
- 1942 : Le Nigaud magnifique (The Magnificent Dope) de Walter Lang
- 1945 : La Femme du pionnier (Dakota) de Joseph Kane : Wahtonka
- 1945 : Star in the Night (court-métrage) de Don Siegel
- 1946 : Le Baiser de la mort (The Secret of the Whistler) de George Sherman
- 1946 : Les Plus Belles Années de notre vie (The Best Years of Our Lives) de William Wyler : Mrs. Talburt
- 1948 : La Course aux maris (Every Girl Should Be Married) de Don Hartman
- 1949 : Deux Nigauds chez les tueurs (Abbott and Costello Meet the Killer, Boris Karloff) de Charles Barton
- 1949 : Streets of San Francisco de George Blair
- 1950 : Cendrillon de Clyde Geronimi, Wilfred Jackson et Hamilton Luske (film d'animation) : Voix
- 1953 : Le Pirate des sept mers (Raiders of the Seven Seas) de Sidney Salkow